# 1993 في كندا
فيما يلي قوائم الأحداث التي وقعت خلال عام 1993 في كندا.

## سياسة

### تعيين في المنصب
- 25 يونيو – جان شاريه نائب رئيس وزراء كندا [الإنجليزية]‏.
- 25 يونيو – كيم كامبل رئيس وزراء كندا.
- 25 أكتوبر – جان كريتيان عضو مجلس العموم الكندي،رئيس وزراء كندا.
- 25 أكتوبر – ستيفن هاربر عضو مجلس العموم الكندي.
- 4 نوفمبر – بول مارتن وزير المالية [الإنجليزية]‏، Minister responsible for the Economic Development Agency of Canada for the Regions of Quebec [الإنجليزية]‏.

### انتهاء فترة المنصب
- 24 يونيو – جان شاريه وزير البيئة [الإنجليزية]‏،نائب رئيس وزراء كندا [الإنجليزية]‏.
- 25 يونيو – مارتن مولروني رئيس وزراء كندا.
- 24 أكتوبر – جون كول عضو مجلس العموم الكندي.
- 3 نوفمبر – كيم كامبل رئيس وزراء كندا.
- 4 نوفمبر – جان كريتيان زعيم المعارضة الرسمية [الإنجليزية]‏.

## رياضة
- 13 يونيو – جائزة كندا الكبرى 1993 الفائز ألن بروست.

## ظهور
- 1 يناير – بيلي تالنت

## برامج ومسلسلات وأنمي
- حكايات قندس

## مواليد

### يناير
- 26 يناير – كيفن بانجوس لاعب كرة سلة كندي.

### فبراير
- 15 فبراير – أوليفييه هانلان لاعب كرة سلة كندي.

### مارس
- 14 مارس – أنتوني بينيت لاعب كرة سلة كندي.
- 15 مارس – اليسا ريد مغنية ومؤلفة كندية.

### أبريل
- 20 أبريل – دونييل هينري لاعب كرة قدم كندي.

### مايو
- 7 مايو – شارون بيل ممثلة كندية.

### يونيو
- 1 يونيو – أليسون بيفيريدج متسابقة دراجات كندية.
- 23 يونيو – كاليب كلارك لاعب كرة قدم كندي.

### يوليو
- 3 يوليو – بارتي نكست دور موسيقي كندي.

### أغسطس
- 3 أغسطس – ناز لونغ

### سبتمبر
- 1 سبتمبر – ألكسندر كونتي ممثل كندي.

### أكتوبر
- 7 أكتوبر – نيك ستوسكاس لاعب كرة سلة كندي.
- 30 أكتوبر – بريتو كيلي ممثل كندي.

### نوفمبر
- 17 نوفمبر – ديشون بيير لاعب كرة سلة كندي.

### ديسمبر
- 3 ديسمبر – نيرا فيلدز لاعبة كرة سلة كندية.

## وفيات

### يناير
- 26 يناير – جان سوفي (مواليد 1922) سياسية كندية - الحاكم العام لكندا.

### أبريل
- 15 أبريل – جون توزو ويلسون (مواليد 1908)

### يونيو
- 9 يونيو – الكسيس سميث (مواليد 1921) ممثلة كندية.